# Ligita Kinkevičienė
Ligita Kinkevičienė (Kėdainiai, 20 giugno 1976) è un'ex cestista lituana.

## Carriera
Con la Lituania ha disputato i Campionati europei del 1999.